# Jastrzębie Dolne
Jastrzębie Dolne – część miasta Jastrzębie-Zdrój, obejmujące terytoria osiedli samorządowych Przyjaźń, Bogoczowiec oraz częściowo Jastrzębie Górne i Dolne i Zdrój

## Historia
Jastrzębie Dolne było pierwszy raz wzmiankowane jako samodzielna wieś lokowana na prawie niemieckim pod nazwą Hermannsdorf. W czasach średniowiecza wieś należała do Wodzisławskiego Państwa Stanowego, a w latach 1945–1975 do powiatu wodzisławskiego.
W II poł. XIX w. na terenie miejscowości wzniesiono uzdrowisko, co przyczyniło się do szybkiego rozwoju Jastrzębia i powstania dzielnicy Zdrój, która w latach 20. XX w. stała się samodzielną gminą.
1 sierpnia 1924 r. z części obszaru dworskiego Jastrzębie Dolne, powstała gmina Jastrzębie-Zdrój, w skład której weszło m.in. uzdrowisko.
Po 1946 r. pozostała część Jastrzębia Dolnego stanowiła jedną z gromad gminy Jastrzębie Zdrój.
W 1954 r. Jastrzębie Dolne włączono do gromady Jastrzębie-Zdrój w powiecie wodzisławskim.
Jastrzębie Dolne stało się integralną częścią Jastrzębia-Zdroju 1 stycznia 1956 w związku z nadaniem gromadzie Jastrzębie-Zdrój statusu osiedla. 30 czerwca 1963 osiedle Jastrzębie-Zdrój otrzymało prawa miejskie.

## Zabudowa
Znajduje się tu zabytkowy kościół drewniany z XVII w. przeniesiony z Wodzisławia Śląskiego – Jedłownika w 1974 r.
Kopalnia Węgla Kamiennego Jas-Mos (dawniej KWK „Jastrzębie”) oddana do użytku w 1962 r.

## Galeria

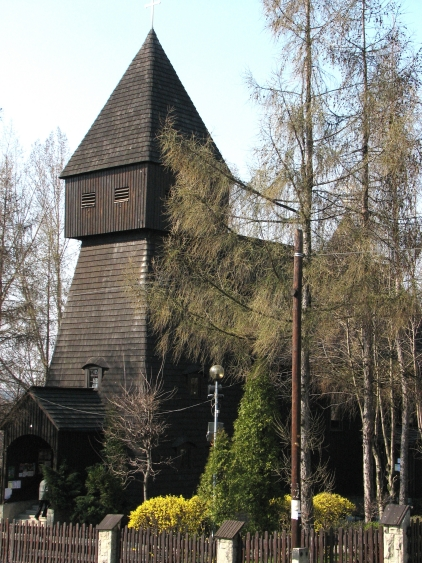
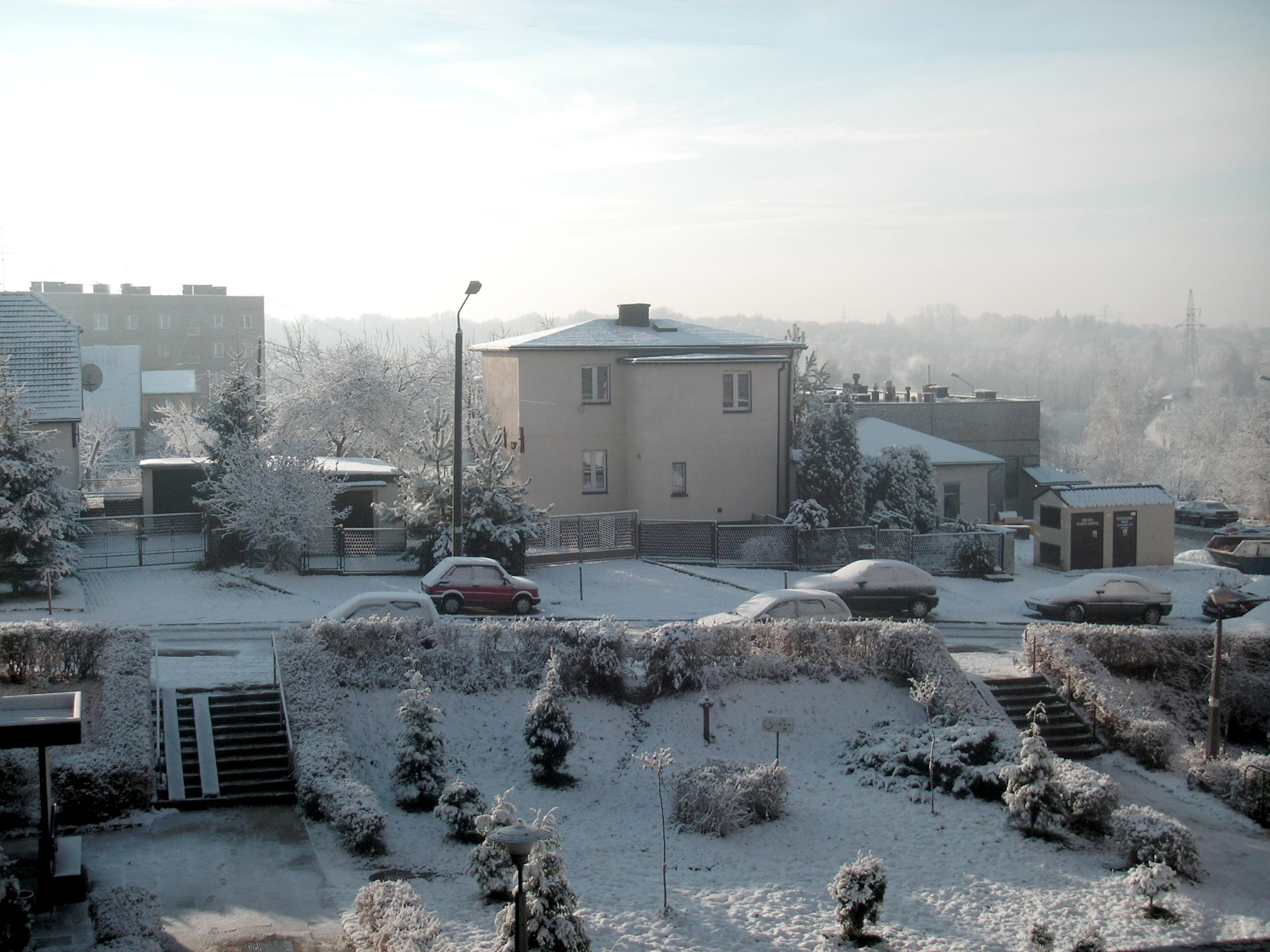
Osiedle Bogoczowiec
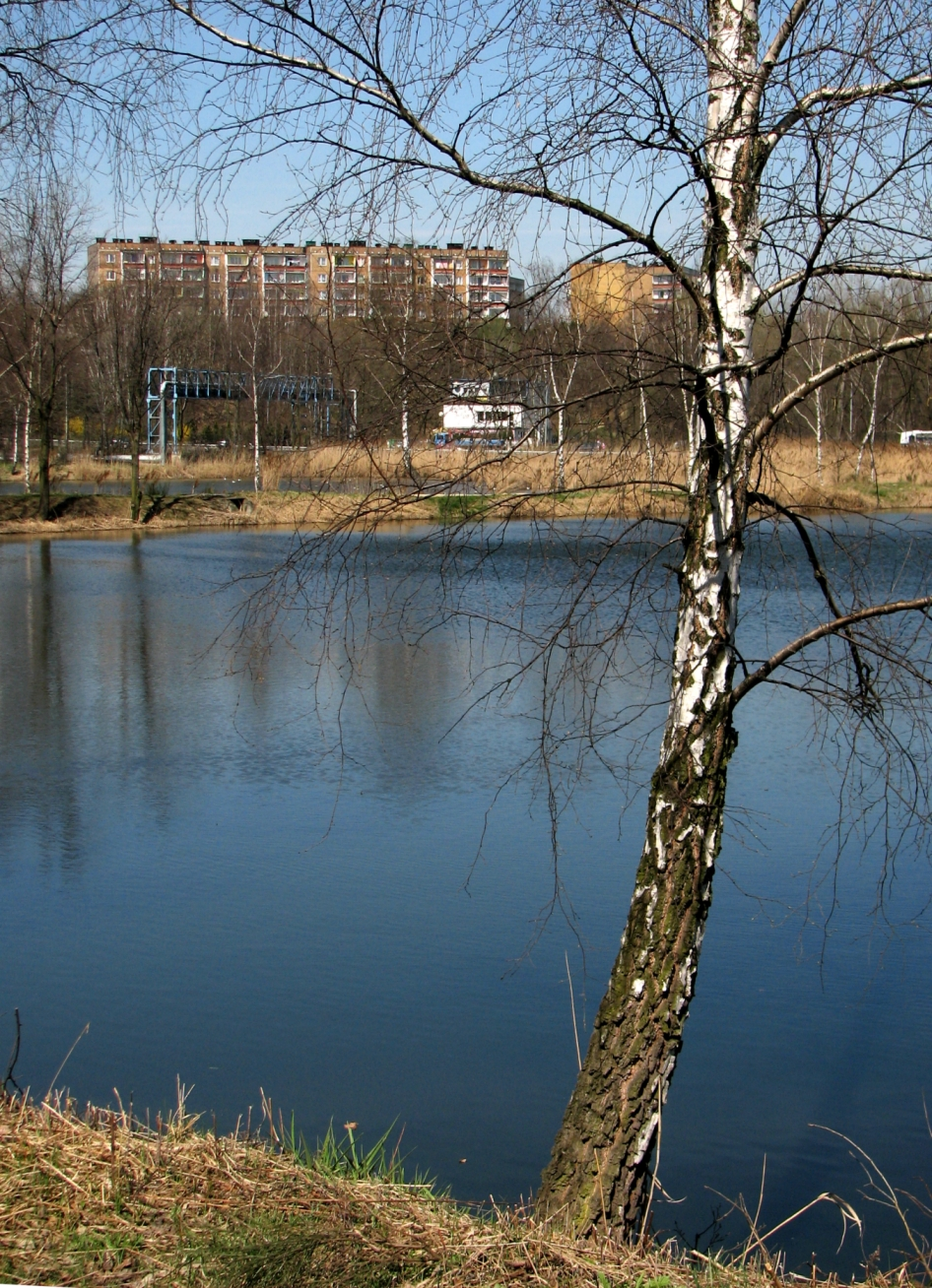
widok na osiedle Bogoczowiec